# Nota księgowa
Nota księgowa (obciążeniowa, uznaniowa, obciążeniowo-uznaniowa) – dokument, uniwersalny dowód księgowy wystawiany i/lub przyjmowany przez organizacje pozarządowe w przypadku rozliczeń dokonywanych pomiędzy partnerami, wewnątrzwspólnotowych dotyczących płacenia składek członkowskich, przy umowach dotacji etc. Dokument wystawiany w sytuacji, gdy organizacja ma zamiar obciążyć karą umowną lub odsetkami za nieterminową wpłatę należności.

## Moment wystawiania noty księgowej
Dokument, zwany notą księgową, może być wystawiony, kiedy należy udokumentować transakcje niepodlegające opodatkowaniu podatkiem VAT w celu:
- dokonania rozliczeń finansowych między organizacjami i członkami (np. zwrot poniesionych wydatków, zapłata składek członkowskich),
- obciążenia dłużnika odsetkami naliczonymi od niezapłaconych zobowiązań,
- obciążenia karą umowną np. za niedotrzymanie warunków umowy,
- udokumentowania żądania wypłaty odszkodowania od ubezpieczyciela
- przenoszenia kosztów niepodlegających opodatkowaniu na nabywcę np. opłat skarbowych
- sprostowania błędnie wystawionych dowodów dla operacji niezwiązanych z podatkiem VAT (np. błędów popełnionych w innej nocie księgowej lub własnym rachunku wystawionym przez organizację niebędącą czynnym podatnikiem VAT[potrzebny przypis]).

## Elementy danych noty księgowej
Według przepisów prawa nie ma określonego wzoru noty księgowej, jednakże musi ona stanowić podstawę zapisów w księgach rachunkowych. Nota księgowa musi spełniać warunki określone dla dowodów księgowych:
- określenie rodzaju dowodu i jego numeru identyfikacyjnego (np. „nota księgowa nr…”),
- określenie stron (nazwy, adresy) dokonujących rozliczenia,
- opis operacji oraz jej wartość,
- datę dokonania operacji, a gdy dowód został sporządzony pod inną datą, także datę sporządzenia dowodu,
- podpis wystawcy dowodu oraz osoby, której wydano lub od której przyjęto składniki aktywów,
- stwierdzenie sprawdzenia i zakwalifikowania dowodu do ujęcia w księgach rachunkowych przez wskazanie miesiąca oraz sposobu ujęcia dowodu w księgach rachunkowych (dekretacja), podpis osoby odpowiedzialnej za te wskazania (podpis księgowego).

Dodatkowo:
- nota księgowa nie musi posiadać podpisu odbiorcy, ale musi posiadać podpis wystawcy; nie ma żadnych zastrzeżeń do stosowania obydwóch podpisów na dokumencie;
- notę księgowa wystawiana jest w 2 egzemplarzach; oryginał noty otrzymuje odbiorca, natomiast kopia pozostaje u wystawcy;
- nota księgowa wystawiana jest pod różnymi nazwami, np. nota obciążeniowa, nota uznaniowa, nota obciążeniowo-uznaniowa[2].

## Nota księgowa jako koszt uzyskania przychodu
Zgodnie z rozporządzeniem Ministra Finansów z dnia 26.08.2003 r., § 11 ust.3, podstawą zapisów w księdze jest dowód księgowy, do którego zalicza się też inne dowody (pkt 3), które spełniają warunki wymienione w tym rozporządzeniu. Nota księgowa może poświadczać koszt uzyskania przychodu, jeśli spełnia warunki określone dla dowodów księgowych w art. 21 ustawy o rachunkowości.